# Championnat de Belgique de football de troisième division 1939-1940
Navigation
saison précédente saison suivante
Cette page présente ce qui devait être la quatorzième édition du championnat Promotion (D3) belge. En raison des événements politiques puis militaires, la compétition qui démarre tardivement ne va pas à son terme.
La saison 1939-1940 du football belge n'est pas comptabilisée officiellement.

## Participants
56 participants prévus pour ce championnat :
- les 40 clubs de « Promotion » ni promus, ni relégués, à la fin de la saison 1939.
- les 4 clubs relégués de "Division 1" au terme du championnat 1938-1939.
- les 12 cercles promus depuis les Séries régionales 1938-1939.

Seuls 8 des 12 promus sont en mesure de s’aligner, ce qui ramène à 52 le nombre de clubs présents.
Pour information, voici la liste de ces 52 cercles, triés par province, puis selon leur numéro de matricule. Les matricules en caractère gras existent encore, ceux en italiques ont disparu:
- Le nom des clubs est celui employé à l'époque.

- = Relégué de Division 1 (D2) depuis la saison 1938-1939
- = Promu depuis les séries inférieures à la fin de la saison 1938-1939.

### Anvers (12)
- 43 - Cappellen FC ()
- 85 - Willebroekse SV
- 125 - Bouchoutsche VV
- 155 - FC Wilrijk ()
- 285 - SK Hoboken
- 360 - AC Hemiksem
- 377 - VV Edegem Sport
- 395 - FC Verbroedering Geel ()
- 402 - VV OG Vorselaar
- 408 - FC Netha Herentals
- 844[1] - Wezel Sport ()
- 1065 - FC Nijlen

### Brabant (5)
- 42 -R. Ixelles SC ().
- 87 - R. Union Halloise
- 182 - Stade Nivellois ()
- 223 - SC Louvain
- 281 - R. US Laeken

### Flandre occidentale (6)
- 19 - R. Courtrai Sport
- 31 - K. VG Oostende
- 56 - R. SC Meninois
- 101 - R. Knokke FC
- 134 - SK Roeselare ()
- 508 - Stade Mouscronnois[2]

### Flandre orientale (4)
- 11 - R. RC de Gand
- 211 - K. FC Vigor Hamme ()
- 221 -St-Niklaasche SK
- 282 - RC Lokeren

### Hainaut (6)
- 26 - R. US Tournaisienne
- 44 - R. AEC Mons
- 69 - R. Gosselies Sports
- 93 - R. AA Louviéroise
- 278 - CS Marchienne
- 511 - Châtelineau Sport ()

### Liège (10)
- 4 - R. FC Liégeois
- 8 - R. CS Verviétois
- 23 - R. FC Bressoux
- 34 - SRU Verviers
- 76 - R. Union Hutoise ()
- 77 - Racing FC Montegnée
- 188 - R. FC Malmundaria 1904
- 190 - Stade Waremmien FC
- 208 - Milmort FC
- 667 - FC St-Nicolas Liège ()

### Limbourg (6)
- 71 - Patria FC Tongres
- 73 [3] - R. CS Tongrois
- 322 - FC Winterslag ().
- 373" - St-Truidensche VV
- 522 - Beeringen FC
- 565 - VV Looi Sport Tessenderlo

### Luxembourg (1)
- 143 - Jeunesse Arlonaise

### Namur (2)
- 156 - SR Namur Sports
- 307 - CS Andennais

## Débuts en séries nationales
Étant donné que la saison n'est pas comptabilisée officiellement, on ne donc peut pas encore considérer les rencontres jouées par des nouveaux venus comme des "débuts en nationale".

## Montée vers le.../ Relégation du2eniveau
En raison des circonstances, aucune montée vers la "Division 1" (D2) n'est enregistrée.

## Relégations vers le niveau inférieur
En raison des circonstances, aucune descente vers les "Séries régionales" n'est enregistrée.

## Montée depuis le niveau inférieur / Compétitions suspendues
En raison des circonstances, aucune club n'est promu depuis les "Séries régionales".
Ce n'est qu'à partir de la saison 1941-1942 que la structure pyramidale reprend ses droits pour ce qui est alors la 40e saison de l'Histoire.